# Unione Sportiva Pro Vercelli 1997-1998
Questa voce raccoglie le informazioni riguardanti l'Unione Sportiva Pro Vercelli nelle competizioni ufficiali della stagione 1997-1998.

## Stagione
Nella stagione 1997-1998 la Pro Vercelli disputa l'undicesimo campionato di Serie C2 della sua storia. Ottiene il quindicesimo posto con 39 punti nel girone A. Allenato da Sergio Caligaris, disputa un campionato regolare, ma di bassa statura, raccoglie 19 punti nel girone di andata e 20 nel girone di ritorno. all'inizio di febbraio, con la squadra bianconera terz'ultima con 19 punti in 20 gare di campionato, viene esonerato il tecnico, sostituito da Dino D'Alessi, che porta i piemontesi ad ottenere il mantenimento della categoria, senza passare dalle forche caudine dei playout. Nella Coppa Italia di Serie C i vercellesi disputano il girone A di qualificazione, che promuove l'Alessandria.

## Divise e sponsor
Il fornitore ufficiale di materiale tecnico per la stagione 1997-1998 fu Uhlsport, mentre lo sponsor di maglia fu Conad.
| 1ª divisa | 2ª divisa |

## Organigramma societario
Area direttiva
- Presidente: Ottavio Trucco
- Amministratore delegato: Chiaffredo Gallo
- General Manager: Bartolomeo Prunelli
- Direttore sportivo: Enzo Barbero
- Segretari: Bruno Braghin e Pinuccia Roncarolo

Area tecnica
- Allenatore: Sergio Caligaris, poi dal 2 febbraio 1998 Dino D'Alessi
- Allenatore in 2ª e preparatore dei portieri: Enrico Corona
- Allenatore giovanili: Fabrizio Viassi

## Rosa
| N. |                   | Ruolo | Calciatore           |
| -- | ----------------- | ----- | -------------------- |
|    | Italia (bandiera) | P     | Luca Mordenti        |
|    | Italia (bandiera) | P     | Christian Trombini   |
|    | Italia (bandiera) | D     | Giuseppe Argentesi   |
|    | Italia (bandiera) | D     | Alessandro Ardissone |
|    | Italia (bandiera) | D     | Giorgio Bertolone    |
|    | Italia (bandiera) | D     | Gianpaolo Motta      |
|    | Italia (bandiera) | D     | Massimiliano Rindone |
|    | Italia (bandiera) | D     | Michele Zeoli        |
|    | Italia (bandiera) | C     | Stefano Aldrovandi   |
|    | Italia (bandiera) | C     | Graziano Barbiero    |
|    | Italia (bandiera) | C     | Claudio Besate       |
|    | Italia (bandiera) | C     | Flavio Bisesi        |

| N. |                   | Ruolo | Calciatore          |
| -- | ----------------- | ----- | ------------------- |
|    | Italia (bandiera) | C     | Giancarlo Cavaliere |
|    | Italia (bandiera) | C     | Claudio Col         |
|    | Italia (bandiera) | C     | Nicola Ragagnin     |
|    | Italia (bandiera) | C     | Emanuele Testa      |
|    | Italia (bandiera) | C     | Maurizio Testa      |
|    | Italia (bandiera) | C     | Giusi Valentino     |
|    | Italia (bandiera) | A     | Andrea Bagnoli      |
|    | Italia (bandiera) | A     | Andrea Fabbrini     |
|    | Italia (bandiera) | A     | Marco Fida          |
|    | Italia (bandiera) | A     | Sergio Gabasio      |
|    | Italia (bandiera) | A     | Matteo Righi        |
|    | Italia (bandiera) | A     | Dino Sicuranza      |

## Risultati

### Serie C2

#### Girone d'andata
| Arbitro: | Ciulli (Roma) |

|                     |           |               |
| Meda 6’ Beretta 76’ | Marcatori | 57’ Valentino |

| Vercelli 7 settembre 1997 2ª giornata | Pro Vercelli       | 0 – 0 | Giorgione | Stadio Leonida Robbiano\| Arbitro: \| Gasparoni (Ancona) \| |
| Arbitro:                              | Gasparoni (Ancona) |       |           |                                                             |

| Arbitro: | Marino (Roma) |

|                                 |           |                        |
| Bonavita 64’ Temelin 86’ (rig.) | Marcatori | 6’ Motta 66’ Cavaliere |

| Arbitro: | Morganti (Ascoli Piceno) |

|                    |           |  |
| Sicuranza 70’, 71’ | Marcatori |  |

| Arbitro: | Mandolito (Cosenza) |

|             |           |  |
| Gentili 34’ | Marcatori |  |

| Arbitro: | Lambertini (Bologna) |

|                |           |  |
| Righi 86’, 90’ | Marcatori |  |

| Arbitro: | G. Rossi (Rimini) |

|                                             |           |                      |
| Lunini 3’ A. Bonomi 6’ Armentano 89’ (rig.) | Marcatori | 56’ (rig.) Cavaliere |

| Arbitro: | Micoli (Tivoli) |

|          |           |                     |
| Fida 63’ | Marcatori | 32’ (rig.) Bruzzano |

| Arbitro: | Lombardi (Lanciano) |

|            |           |  |
| Gorini 52’ | Marcatori |  |

| Vercelli 9 novembre 1997 10ª giornata | Pro Vercelli   | 0 – 0 | Ospitaletto | Stadio Leonida Robbiano\| Arbitro: \| Ferrari (Roma) \| |
| Arbitro:                              | Ferrari (Roma) |       |             |                                                         |

| Arbitro: | Cuttica (Alessandria) |

|              |           |  |
| Giannini 70’ | Marcatori |  |

| Arbitro: | Verrucci (Fermo) |

|               |           |              |
| Cavaliere 10’ | Marcatori | 49’ Zampagna |

| Arbitro: | Morganti (Ascoli Piceno) |

|                                            |           |            |
| Gabasio 11’ (aut.) Caverzan 21’ Grassi 81’ | Marcatori | 7’ Bagnoli |

| Arbitro: | Palmieri (Cosenza) |

|                                     |           |             |
| Righi 70’ Cavaliere 80’ Bagnoli 86’ | Marcatori | 8’ Garofalo |

| Arbitro: | Benedetto (Messina) |

|  |           |               |
|  | Marcatori | 82’ Argentesi |

| Vercelli 28 dicembre 1997 16ª giornata | Pro Vercelli        | 0 – 0 | Novara | Stadio Leonida Robbiano\| Arbitro: \| Tomasi (Conegliano) \| |
| Arbitro:                               | Tomasi (Conegliano) |       |        |                                                              |

| Solbiate Arno 11 gennaio 1998 17ª giornata | Solbiatese             | 0 – 0 | Pro Vercelli | Stadio Felice Chinetti\| Arbitro: \| Alario (Civitavecchia) \| |
| Arbitro:                                   | Alario (Civitavecchia) |       |              |                                                                |

#### Girone di ritorno
| Arbitro: | Porretta (Palermo) |

|               |           |                             |
| Cavaliere 51’ | Marcatori | 37’ Maiolo 82’ (aut.) Testa |

| Arbitro: | Niccolai (Livorno) |

|                                |           |                      |
| E. Baggio 11’, 40’ (rig.), 90’ | Marcatori | 13’ (rig.) Cavaliere |

| Arbitro: | Ciampi (Pisa) |

|             |           |                                |
| Bagnoli 55’ | Marcatori | 19’ Poloni 69’ (rig.) Bonavita |

| Arbitro: | Bonin (Trieste) |

|               |           |  |
| A. Marino 62’ | Marcatori |  |

| Arbitro: | Silvestrini (Macerata) |

|                     |           |  |
| Ragagnin 90’ (rig.) | Marcatori |  |

| Arbitro: | Micoli (Tivoli) |

|            |           |                    |
| Alteri 29’ | Marcatori | 2’ (rig.) Ragagnin |

| Arbitro: | Alvino (Salerno) |

|                       |           |  |
| Provenzano 70’ (aut.) | Marcatori |  |

| Arbitro: | Bianchi (Prato) |

|                              |           |            |
| Riccadonna 23’ Brambilla 80’ | Marcatori | 8’ Bagnoli |

| Arbitro: | Guiducci (Arezzo) |

|           |           |           |
| Righi 12’ | Marcatori | 27’ Porro |

| Arbitro: | P. Rossi (Forlì) |

|                     |           |                       |
| Preti 9’ Veschi 90’ | Marcatori | 32’ Gabasio 60’ Righi |

| Vercelli 5 aprile 1998 28ª giornata | Pro Vercelli       | 0 – 0 | Biellese | Stadio Leonida Robbiano\| Arbitro: \| Nicotera (Aprilia) \| |
| Arbitro:                            | Nicotera (Aprilia) |       |          |                                                             |

| Arbitro: | Alario (Civitavecchia) |

|                    |           |              |
| Gubellini 20’, 32’ | Marcatori | 86’ Fabbrini |

| Arbitro: | Cavuoti (Vasto) |

|              |           |  |
| Fabbrini 85’ | Marcatori |  |

| Arbitro: | Silvestrini (Macerata) |

|                             |           |                    |
| G. Rocchi 83’ Di Sabato 86’ | Marcatori | 28’ Fida 67’ Righi |

| Arbitro: | Ferone (Terni) |

|                           |           |  |
| Barbiero 34’ Ragagnin 83’ | Marcatori |  |

| Arbitro: | Manari (Teramo) |

|                                 |           |               |
| Saviozzi 40’ Rindone 87’ (aut.) | Marcatori | 65’ Cavaliere |

| Arbitro: | Gabriele (Frosinone) |

|               |           |  |
| Cavaliere 62’ | Marcatori |  |

### Coppa Italia di Serie C

#### Primo turno girone A
| Voghera 17 agosto 1997 1ª giornata | Voghera                 | 0 – 0 | Pro Vercelli | Stadio Comunale\| Arbitro: \| Campofiorito (Chiavari) \| |
| Arbitro:                           | Campofiorito (Chiavari) |       |              |                                                          |

| Arbitro: | Gazzi (Torino) |

|  |           |                 |
|  | Marcatori | 8’, 73’ Orocini |

| Arbitro: | Castellani (Verona) |

|  |           |              |
|  | Marcatori | 60’ Barbiero |

| Arbitro: | Linfatici (Viareggio) |

|  |           |                      |
|  | Marcatori | 52’ (aut.) Ardissone |

| 24 settembre 1997 5ª giornata |  | – Turno di riposo Pro Vercelli |  |  |

## Statistiche

### Statistiche di squadra
| Competizione         | Punti | In casa | In casa | In casa | In casa | In casa | In casa | In trasferta | In trasferta | In trasferta | In trasferta | In trasferta | In trasferta | Totale | Totale | Totale | Totale | Totale | Totale | DR |
| Competizione         | Punti | G       | V       | N       | P       | Gf      | Gs      | G            | V            | N            | P            | Gf           | Gs           | G      | V      | N      | P      | Gf     | Gs     | DR |
| -------------------- | ----- | ------- | ------- | ------- | ------- | ------- | ------- | ------------ | ------------ | ------------ | ------------ | ------------ | ------------ | ------ | ------ | ------ | ------ | ------ | ------ | -- |
| Serie C2             | 39    | 17      | 8       | 7       | 2       | 18      | 8       | 17           | 1            | 5            | 11           | 15           | 28           | 34     | 9      | 12     | 13     | 33     | 36     | -3 |
| Coppa Italia Serie C |       | 2       | 0       | 0       | 2       | 0       | 3       | 2            | 1            | 1            | 0            | 1            | 0            | 4      | 1      | 1      | 2      | 1      | 3      | -2 |
| Totale               | -     | 19      | 8       | 7       | 4       | 18      | 11      | 19           | 2            | 6            | 11           | 16           | 28           | 38     | 10     | 13     | 15     | 34     | 39     | -5 |

### Statistiche dei giocatori[1][3]
| Giocatore     | Serie C2 | Serie C2 | Coppa Italia Serie C | Coppa Italia Serie C | Totale   | Totale |
| Giocatore     | Presenze | Reti     | Presenze             | Reti                 | Presenze | Reti   |
| ------------- | -------- | -------- | -------------------- | -------------------- | -------- | ------ |
| S. Aldrovandi | -        | -        | 1                    | 0                    | 1        | 0      |
| A. Ardissone  | 1        | 0        | 3                    | 0                    | 4        | 0      |
| G. Argentesi  | 30       | 1        | 3                    | 0                    | 33       | 1      |
| A. Bagnoli    | 25       | 4        | -                    | -                    | 25       | 4      |
| G. Barbiero   | 28       | 1        | 3                    | 1                    | 31       | 2      |
| G. Bertolone  | 19       | 0        | 2                    | 0                    | 21       | 0      |
| C. Besate     | 1        | 0        | -                    | -                    | 1        | 0      |
| F. Bisesi     | 4        | 0        | 2                    | 0                    | 6        | 0      |
| G. Cavaliere  | 29       | 8        | 2                    | 0                    | 31       | 8      |
| C. Col        | 31       | 0        | 3                    | 0                    | 34       | 0      |
| Corona        | 3        | 0        | -                    | -                    | 3        | 0      |
| D'Amato       | -        | -        | 1                    | 0                    | 1        | 0      |
| A. Fabbrini   | 18       | 2        | -                    | -                    | 18       | 2      |
| M. Fida       | 14       | 2        | -                    | -                    | 14       | 2      |
| S. Gabasio    | 27       | 1        | 4                    | 0                    | 31       | 1      |
| L. Mordenti   | -        | -        | 3                    | -1                   | 3        | -1     |
| G. Motta      | 22       | 1        | 4                    | 0                    | 26       | 1      |
| N. Ragagnin   | 31       | 3        | 3                    | 0                    | 34       | 3      |
| M. Righi      | 30       | 6        | 4                    | 0                    | 34       | 6      |
| M. Rindone    | 24       | 0        | -                    | -                    | 24       | 0      |
| D. Sicuranza  | 6        | 2        | 4                    | 0                    | 10       | 2      |
| E. Testa      | 1        | 0        | 3                    | 0                    | 4        | 0      |
| M. Testa      | 30       | 0        | 4                    | 0                    | 34       | 0      |
| C. Trombini   | 34       | -36      | 2                    | -2                   | 36       | -38    |
| G. Valentino  | 25       | 1        | 4                    | 0                    | 29       | 1      |
| M. Zeoli      | 30       | 0        | 1                    | 0                    | 31       | 0      |